# Пам’ятник авторства видатного скульптора І.П. Кавалерідзе (Святогірськ)
Пам’ятник авторства видатного скульптора І. П. Кавалерідзе — пам'ятник, встановлений на Лисій горі, на правому березі річки Сіверський Донець, біля міста Святогірськ, Донецька область, Україна. Розташований на території Святогірського державного історико-архітектурного заповідника. Об'єкт культурної спадщини України.
Пам'ятник споруджено в 1927 на честь Федора Андрійовича Сергєєва (Артема) — більшовика, радянського партійного діяча, засновника Донецько-Криворізької Радянської Республіки. Автор пам'ятника — скульптор Іван Кавалерідзе.

## Зовнішній вигляд
Фігура заввишки 22 метри височіє на горі, використовуючи її як постамент. За розрахунками фахівців, загальна площа монумента становить 400 м², вага — близько 800 тонн. Разом із фундаментом, який має бути не менше 5-6 метрів, загальна висота пам'ятника становить 27-28 метрів.
На постаменті пам'ятника вигравірувані слова:
|  | Видовище неорганізованих мас для мене нестерпне. |

Разом із датами життя: 1883-1921 і присвятою:
|  | Пламенному вождю пролетаріата 1-ї ВДО |

## Історія пам'ятника

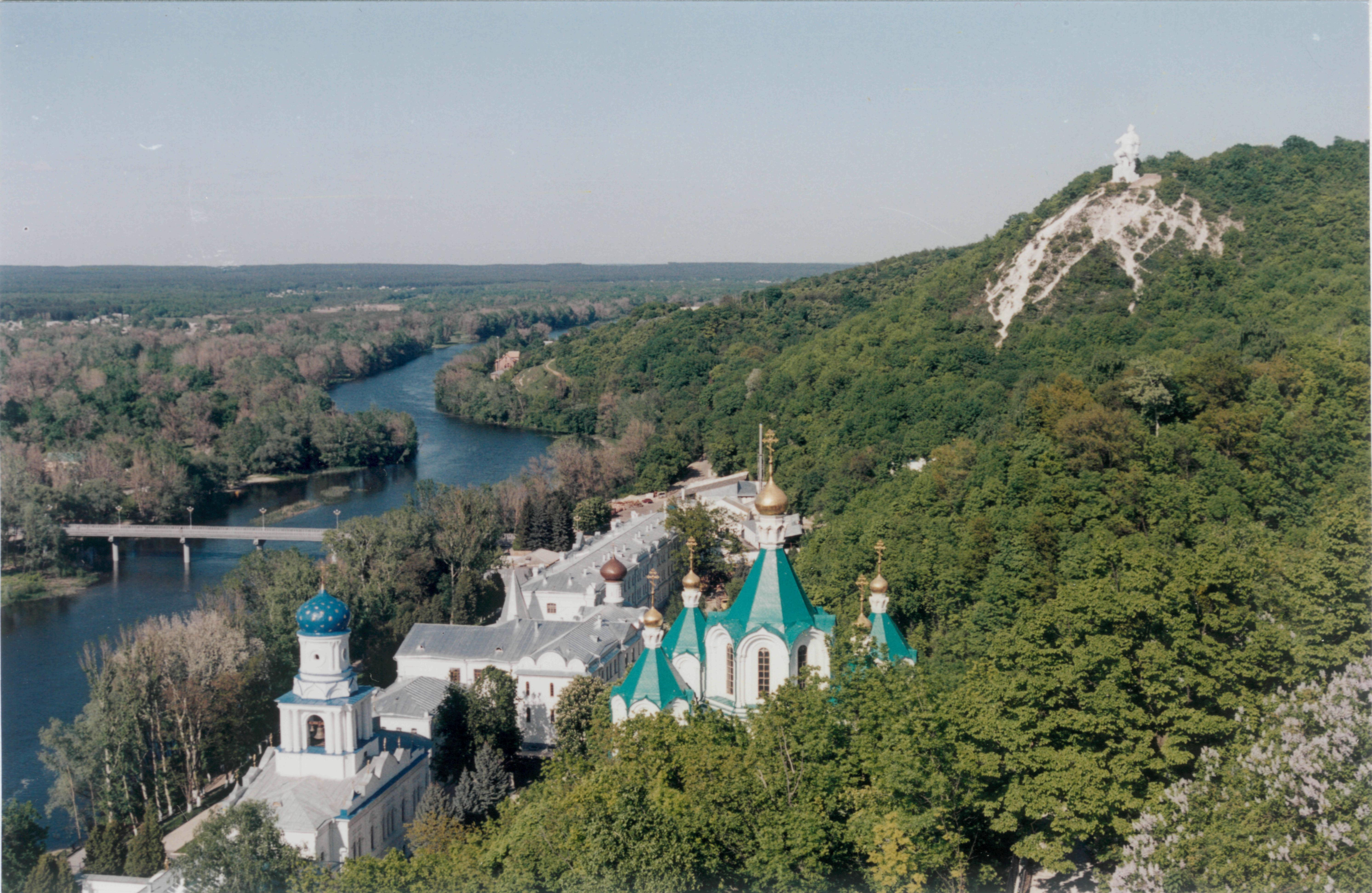
Вид на Сіверський Донець і Святогірську лавру. Праворуч вдалині видніється пам'ятник Артему

Після загибелі Федора Андрійовича Сергєєва під час випробування аеровагона, Всеукраїнський центральний виконавчий комітет 3 серпня 1921 року ухвалив постанову про увічнення пам'яті «товариша Артема». Влітку 1923 року конкурсній комісії було представлено 68 проєктів планованого пам'ятника. Спорудження було доручено скульптору Івану Кавалерідзе і відповідний пам'ятник було зведено в Артемівську.
У середині 1920-х років вирішено було присвоїти ім'я Артема 1-му Вседонецькому Будинку відпочинку, що розташовувався тоді на території колишнього монастиря, а на відзначення цього побудувати там ще один пам'ятник Артему. До зведення нового пам'ятника знову був залучений Кавалерідзе. Спочатку планувалося встановити бюст Артема, на який було розраховано кошторис у 9 тисяч рублів, з них на матеріали для будівництва виділялося 4 тисячі рублів, а на авторський гонорар - 5 тисяч рублів.
Як згадував сам Кавалерідзе, коли його викликали до голови Всеукраїнського Центрального Виконавчого Комітету Григорія Петровського та запропонували цю роботу, скульптор одразу вніс пропозицію про будівництво не погруддя, а велетенського пам'ятника на горі, що стане природнім постаментом для монумента. Петровський зауважив, що бухгалтерія не дасть жодної копійки понад лімітований кошторисом, але це не зупинило митця.
Влітку 1927 року почалося спорудження монумента. Спочатку зводився макет пам'ятника в натуральну величину. Для цього знайшли місце на території Степового Будинку відпочинку, за два кілометри від місця будівництва.
Шматки форми для пам'ятника виготовлялися так, щоб четверо людей могли взяти частину моделі, покласти в бричку і вивезти до місця зведення пам'ятника. Потім форми монтували одна на іншу. Таким чином, монумент Артема споруджували безпосередньо на місці методом заливки бетону у встановлений каркас. Загальна висота пам'ятника — 22 метри.
Цемент для бетону привозили з Новоросійська. За задумом автора пам'ятника, бетон мав мати рожевий відтінок і нагадувати за фактурою природний камінь — рожевий граніт.
Відкриття пам'ятника Артему 11 вересня 1927 року стало урочистою подією за присутності багатьох тисяч робітників, солдатів, делегацій з міст і районів Донецького басейну. Відбувся своєрідний парад червоноармійців, грав духовий оркестр. Під збройові залпи було урочисто відкрито пам'ятник, який було видно з відстані десятків кілометрів.
Під час Другої світової війни жорстокі бої, що відбувалися упродовж 1941-1943 років, залишили на пам'ятнику ушкодження, вибоїни від куль і снарядів, проте він зберігся. Після 1943 року за ним уже стояли обеліски на братських могилах радянських воїнів, а також пам'ятник генерал-майору, командиру 79-ї гвардійської стрілецької дивізії Батюку Миколі Пилиповичу, якого поховали біля монумента Артему бойові товариші. Згодом, 1985 року до 40-ї річниці Перемоги у Другій світовій війні на місці цих окремих пам'ятників було створено меморіал.
Пам'ятник реставрували 1983 року до 100-ї річниці від дня народження Федора Сергєєва. Зараз, Артем знову потребує реставрації і перший етап відбувся восени 2018 року. Наукові дослідження та обміри монументальної скульптури здійснили фахівці історико-архітектурного заповідника під керівництвом архітектора А. Дашевського. Скульптурні форми пам'ятника, які постраждали в період війни, реставрували за участю скульптора А. Скорих. Сам проєкт реставрації був виконаний київським інститутом «Укрпроєктреставрація», безпосередньо ремонтні роботи виконала Сумська реставраційна майстерня. Поточні ремонтні роботи проводили фахівці краматорського ПМВП «Юніон», що спеціалізуються в галузі промислового альпінізму.
У 2018-му році було проведено повторну реставрацію пам'ятника.
6 жовтня 2023 року «пам'ятник радянському партійному і державному діячеві Артему (Ф. А. Сергеєву)» у Святогірську перейменовано на «пам’ятник авторства видатного скульптора І.П. Кавалерідзе».

## Історична цінність
27 грудня 2001 року Уряд України визначив найцінніші в художньому плані пам'ятники монументального мистецтва України і внесли їх до Державного реєстру національної культурної спадщини. Серед 44 видатних творів значиться монументальна скульптура Артема 1927 року у Святогірську Донецької області.
У 2007 виповнилося 80 років з того часу, як скульптор Іван Кавалерідзе створив на високому пагорбі, правого берега Дінця гігантську фігуру революціонера, державного та профспілкового діяча перших років радянської влади — Федора Андрійовича Сергєєва (Артема). Цей пам'ятник, як і деякі інші конструктивістські проекти художника, не завжди однаково сприймалися і оцінювалися суспільством і владою. Так, на початку 1960-х, під час кампанії проти авангардистських течій у мистецтві, нищівна критика на адресу Кавалерідзе та його «жахливих творів» прозвучала з вуст Микити Хрущова, в той час керівника держави. Згодом оцінки змінилися і творчі досягнення талановитого скульптора, кінорежисера, драматурга увійшли до скарбниці української та світової культури.
Діяльність Артема на керівних посадах в Україні і Донбасі і зараз є предметом досліджень істориків, політологів, економістів. Трагічна загибель Артема досі не має чіткої картини останніх хвилин і причин катастрофи 24 липня 1921 на Московсько-Курській залізниці.
Історично обумовлений розвиток Святогірського Успенського монастиря як своєрідного православного центру південно-східної України. Мальовничий ландшафт Національного природного парку «Святі Гори» у поєднанні з рекреаційними можливостями та лікувальними факторами створює сприятливі умови для відпочинку та оздоровлення. Але найбільше вражає сукупність пам'яток культури різних епох і художніх стилів, що створюють унікальний комплекс історико-архітектурного заповідника м. Святогірськ.
Монумент Артема — помітна частина ландшафту Святогорська і одна з його архітектурних домінант. Разом з тим, пам'ятник Артему зумовив формування поряд з собою Меморіалу Великої Вітчизняної війни. Склався своєрідний комплекс пам'яток історії та мистецтва XX століття.
Пам'ятник реставрували 1983 року до 100-ї річниці від дня народження Федора Сергєєва. Зараз, Артем знову потребує реставрації і перший етап відбувся восени 2018 року. Наукові дослідження та обміри монументальної скульптури здійснили фахівці історико-архітектурного заповідника під керівництвом архітектора А. Дашевського. Скульптурні форми пам'ятника, які постраждали в період війни, реставрували за участю скульптора А. Скорих. Сам проєкт реставрації був виконаний київським інститутом «Укрпроєктреставрація», безпосередньо ремонтні роботи виконала Сумська реставраційна майстерня. Поточні ремонтні роботи проводили фахівці краматорського ПМВП «Юніон», що спеціалізуються в галузі промислового альпінізму.

## Цікаві факти
У травні 2014 року пам'ятник в Святогірську влучила блискавка.

## Галерея

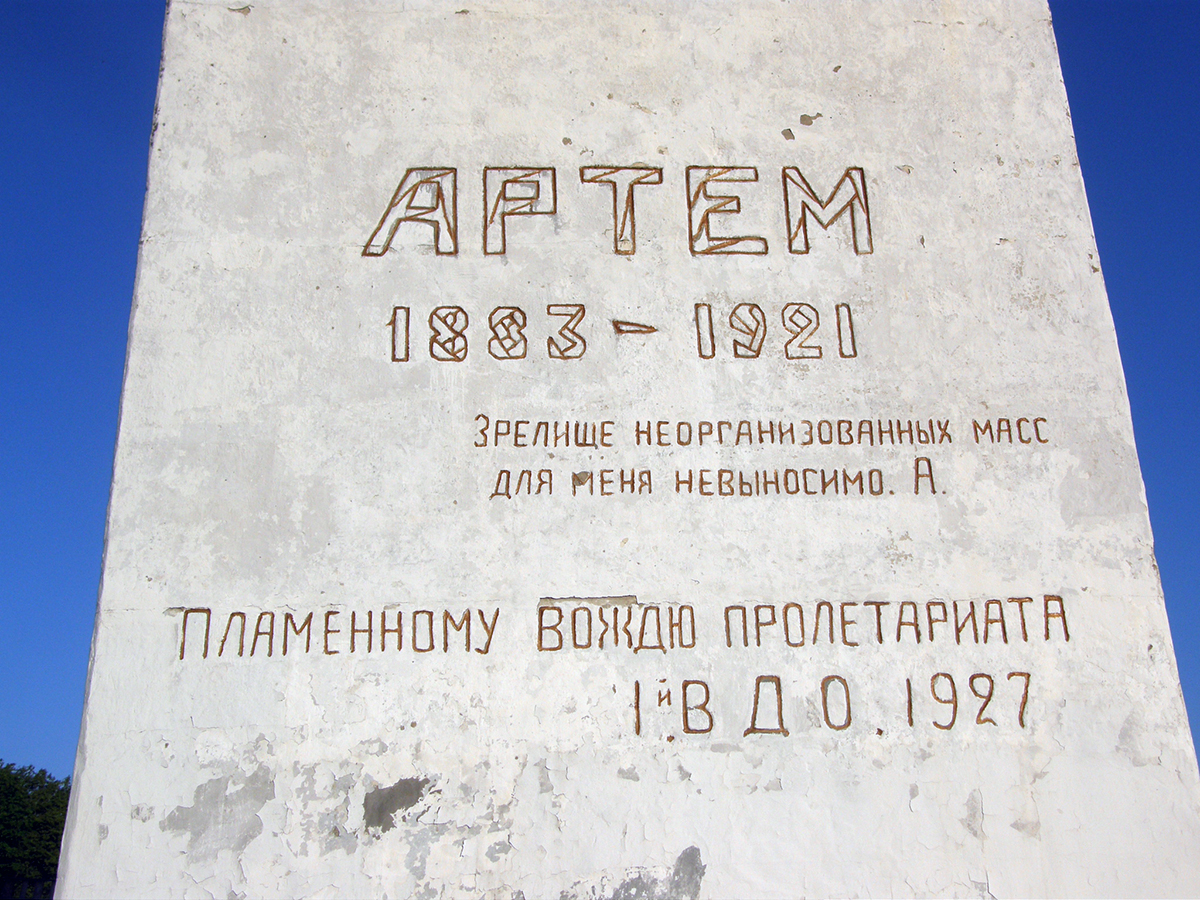
1й ВДО — первый вседонецкий дом отдыха